# Michalis Kapsis
Michalis Kapsis (18 de octubre de 1973, Nikaia, Grecia), es un exfutbolista griego que empezó y acabó su carrera en el Ethnikos Piraeus FC, se desempeñaba como defensa central. Es hijo del también futbolista Anthimos Kapsis.

## Biografía

### Inicios
Kapsis comenzó jugando en modestos clubes griegos como el Aris Nikeas, el AO Neapolis o el Anagennissi Artas. Entre 1993 y 1998, Kapsis jugó en el Ethnikos Piraeus, disputando 123 partidos y ayudando al club a subir a la primera categoría en la temporada 1993-94.

### AEK de Atenas
Para la temporada 1998/99, Kapsis se unió a uno de los grandes de Grecia, el AEK Atenas. En el AEK jugó entre 1999 y 2004, ganando dos copas griegas y llegando a la clasificación para la UEFA Champions League. En verano de 2004, Kapsis quedó muy decepcionado con la quinta posición conseguida por el AEK en liga, tras la Eurocopa 2004, (que Grecia ganó), Kapsis se marchó a la Ligue 1 francesa fichando por el Girondins de Burdeos.

### Girondins y Olympiacos
Kapsis disputó 30 partidos en el Girondins, siendo pieza clave del conjunto de la ciudad de Burdeos. En verano de 2005, pese a las ofertas del Girondins de que Kapsis renovara su contrato, este prefirió regresar a Grecia y fichar por el Olympiacos FC, pero su fortuna en esta sesión fue menor que en la anterior, pues constantes lesiones y entrenadores que no contaron con él, hicieron que su temporada en el club de El Pireo fuera muy mediocre. En agosto de 2006, el Olympiacos confirmó que Kapsis no seguiría en el club.

### Chipre y regreso a Grecia
Tras varios meses libre, en febrero de 2007 fichó por el APOEL Nicosia, pese al interés del PAOK de Salónica, Kapsis prefirió seguir en el club chipriota ganando un campeonato liguero y una copa.
En febrero de 2010, Kapsis fichó por el Ethnikos Piraeus FC, expresando sus intenciones de retirarse en dicho club, en el cual debutó como profesional antes de jugar en el AEK de Atenas.

## Trayectoria
| Club                 | País    | Año         |
| -------------------- | ------- | ----------- |
| Ethnikos Piraeus FC  | Grecia  | 1993 - 1998 |
| AEK Atenas FC        | Grecia  | 1999 - 2004 |
| Girondins de Burdeos | Francia | 2004 - 2005 |
| Olympiacos FC        | Grecia  | 2005 - 2006 |
| APOEL FC             | Chipre  | 2007 - 2008 |
| Levadiakos FC        | Grecia  | 2008 - 2010 |
| Ethnikos Piraeus FC  | Grecia  | 2010        |

## Palmarés
AEK Atenas
- Copa de Grecia: 2000, 2002

Olympiacos FC
- Super Liga de Grecia: 2005-06
- Copa de Grecia: 2006

APOEL FC
- Primera División de Chipre: 2006-07
- Copa de Chipre: 2007

Selección de fútbol de Grecia
- Eurocopa 2004